# 541
541 је била проста година.

## Догађаји
- Википедија:Непознат датум — Тотила постаје краљ Острогота

- 1. јануар – Аниције Фаустус Албин Базилије је постављен за конзула у Цариграду, последња особа на овој функцији.
- Јустинијанова куга: Бубонска куга се изненада појављује у египатској луци Пелусијум, ширећи се до Александрије, а следеће године и до Цариграда. Ово је почетак 200 година дуге пандемије која ће опустошити Европу, Блиски исток и северну Африку.
- Цар Јустинијан I позива Велизара из Италије да се позабави ситуацијом у Јерменији. Он стиже у Горњу Месопотамију и напада град-тврђаву Нисбис. После неуспешне опсаде он пустоши село.
- Јована Кападокијског, преторијанског префекта Истока, византијска царица Теодора отпушта због издаје. Протеран је у Кизик, а имања су му конфискована.
- Јесен – Тотилу бирају остроготски племићи за краља након смрти његовог стрица Илдибада. Подршку нижих класа осваја ослобађањем робова и поделом земље сељацима.
- Зима – Опсада Вероне: Тотила брани град Верону од бројчано надмоћније византијске војске. Он преузима контролу над долином реке По и припрема готску офанзиву у централној Италији.
- Лазички рат: Краљ Хозроје I Ануширван интервенише у Лазици (савремена Грузија) и подржава ослабљеног краља Губазеса II против устанка пуног размера. Он шаље експедиционе снаге под Мермероес и заузимају византијско упориште Петру, које се налази на обали Црног мора, које Персијанцима обезбеђује стратешку луку.
- Ли Би покреће побуну против владајуће кинеске династије Лианг у провинцији Гиао Чау.
- Ујгури паају под власт Хефталита.
- Јаков Барадеј постаје епископ Едесе.

## Смрти
- Википедија:Непознат датум — Илдибад - краљ Острогота